# Kølen
Kølen (Carina) er et stjernebillede på den sydlige himmelkugle.
Canopus, som er den næststærkest lysende stjerne på nattehimlen, er i Kølen.